# Nils Oskar Nilsson
Nils Oskar Nilsson, född 23 augusti 1935 i Bromma församling i Stockholms stad, död 31 december 2018 i Tumba distrikt i Stockholms län, var en svensk politiker (moderat). Han var ordinarie riksdagsledamot 2006–2010 (även tjänstgörande ersättare 2003–2004 och 2014), invald för Stockholms läns valkrets.

## Biografi
Före sin tid i riksdagen var Nilsson oppositionsråd i Botkyrka kommun.

### Riksdagsledamot
Nilsson kandiderade i riksdagsvalet 2002 och blev ersättare. Han var tjänstgörande ersättare för Karin Enström under perioden 22 september 2003–18 juni 2004. Under mandatperioden 2006–2010 var Nilsson ordinarie riksdagsledamot. Han kandiderade åter i riksdagsvalet 2010 och blev ersättare. Under denna mandatperiod var han tjänstgörande ersättare för Eliza Roszkowska Öberg under perioden 1 mars–10 april 2014.
I riksdagen var han ledamot i försvarsutskottet 2006–2010. Han var även suppleant i försvarsutskottet, kulturutskottet, utrikesutskottet, sammansatta utrikes- och försvarsutskottet och Nordiska rådets svenska delegation, samt extra suppleant i trafikutskottet och deputerad i sammansatta utrikes- och försvarsutskottet.